# 托腮板

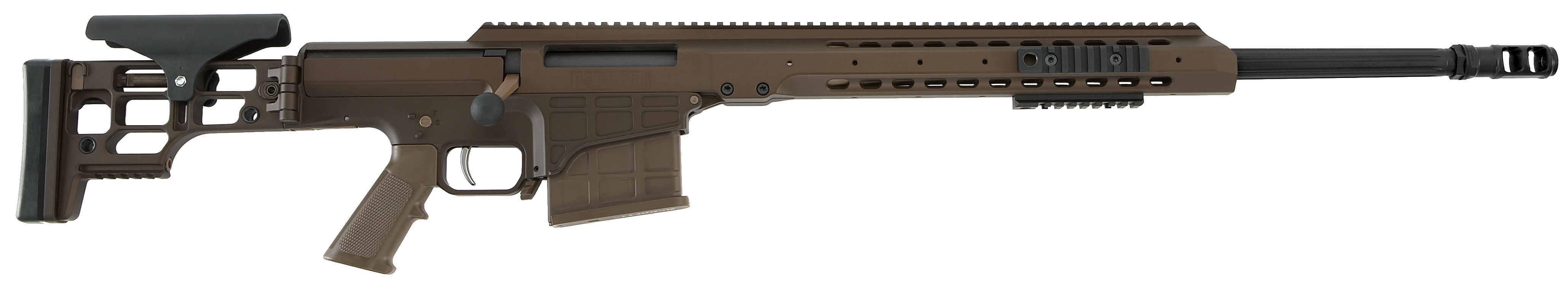
枪托上的黑色部分即为托腮板

托腮板或托腮架即步枪枪托上用于支撑脸颊的凸起区域，可提高精度（脸颊较小的射手在射击时可能会把子弹射到目标的前面，从而暴露自己的位置，托腮板可以解决此问题）。其通常应用在狙击步枪或精確射手步槍上（也有部分枪械自带托腮板，如巴雷特MRAD狙擊步槍）大部分托腮板可按照射手的喜好调整高度。